# Patrik Ulfsparre
Dan-Åke Patrik Ulfsparre, född 25 oktober 1966 på Alnö, är en svensk före detta fotbollsspelare (försvarare).
Ulfsparres moderklubb är Alnö IF. Han spelade i Allsvenskan med GIF Sundsvall 1989 och 1991, och gjorde sammanlagt 30 allsvenska matcher (0 mål). 1992 gick han till lokalkonkurrenten IFK Sundsvall.